# Es dunkelt schon in der Heide

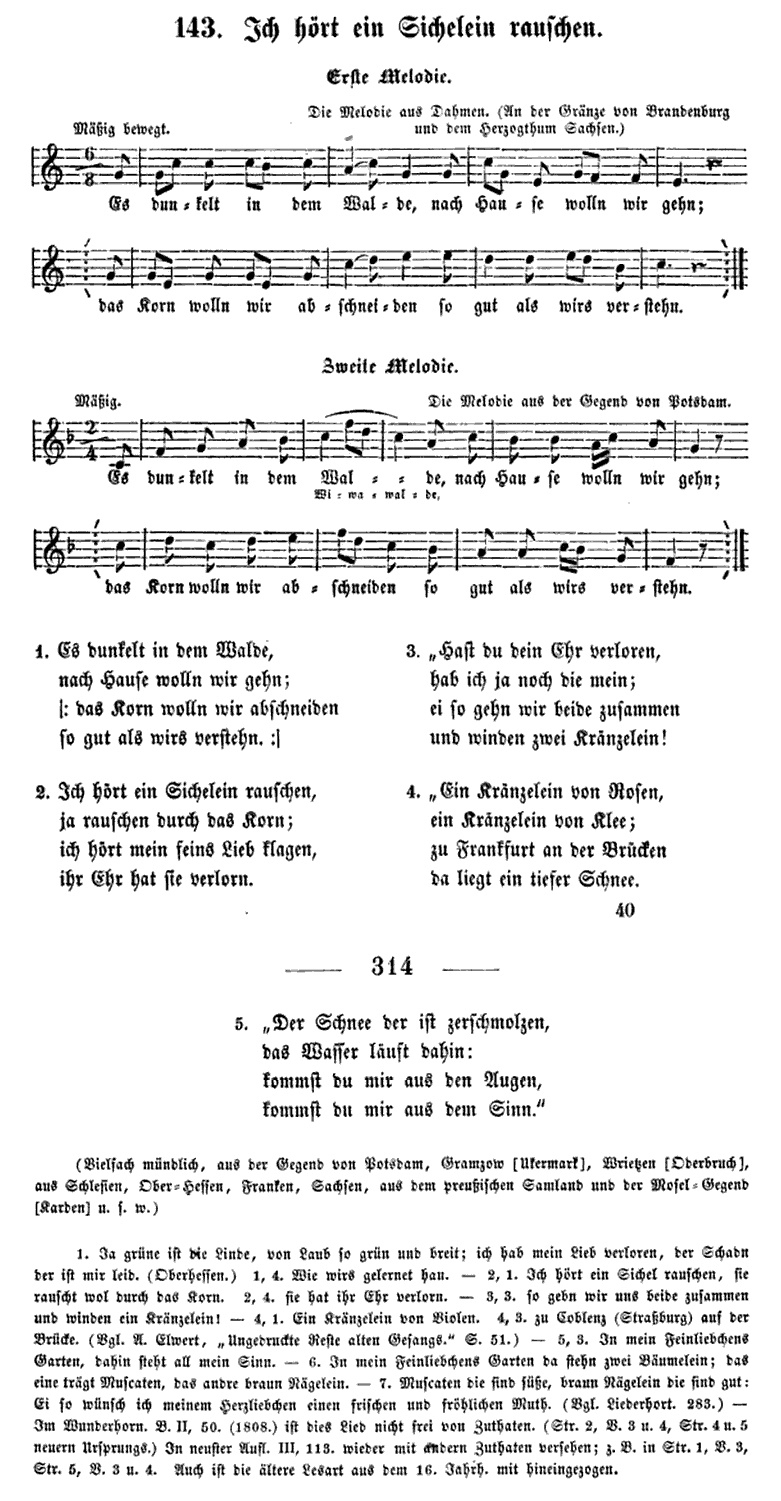
Ich hört' ein Sichelein rauschen. Ludwig Christian Erk: Deutscher Liederhort, Berlin 1856. Hier sind bereits alle heute bekannten 7 Strophen aufgeführt – die beiden letzten in den klein gedruckten Anmerkungen.

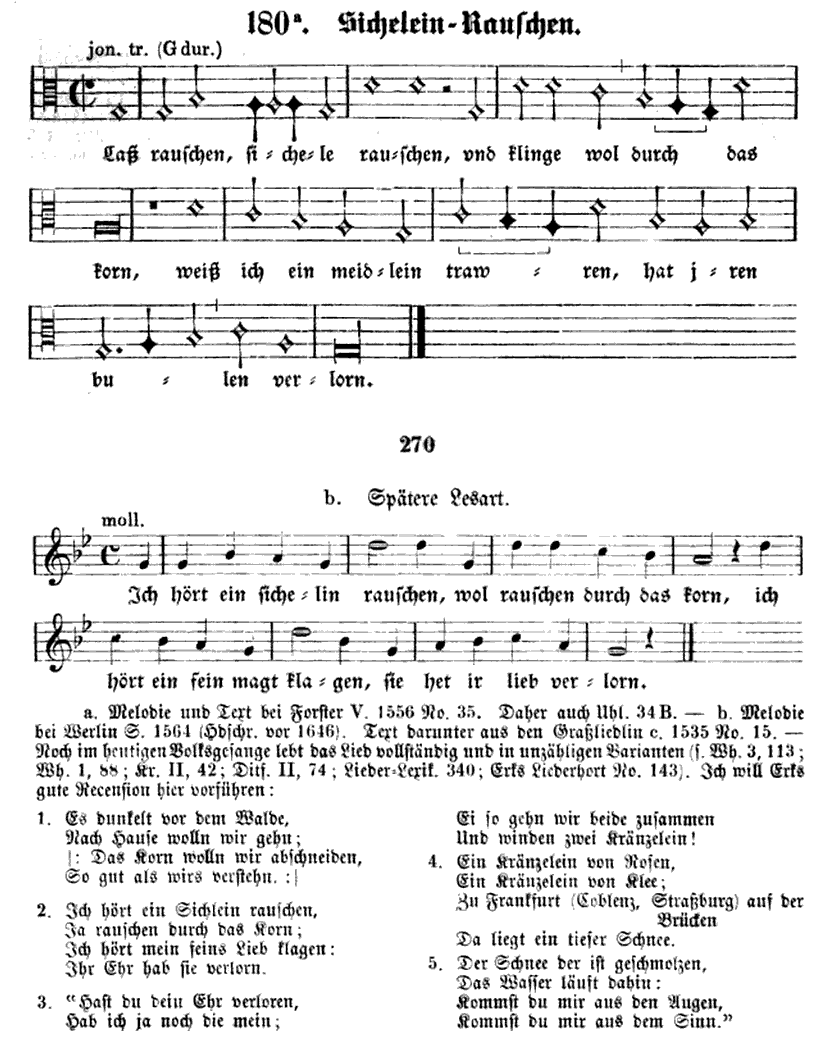
Ich hört' ein Sichelein rauschen. Franz Magnus Böhme: Altdeutsches Liederbuch, Leipzig 1877

Es dunkelt schon in der Heide ist ein deutsches Liebeslied, dessen Text in seiner jetzigen Form aus mehreren Liedern spätestens im 19. Jahrhundert entstanden ist. Von diesen sind zwei Vorgängerlieder seit dem 16. Jahrhundert belegt. Die heute bekannte Melodie erschien 1911 mit dem heute bekannten Text in einer Sammlung ostpreußischer Spinnstubenlieder und 1913 im Zupfgeigenhansl der Wandervogelbewegung. In dieser Fassung wurde das Lied eines der bekanntesten Volkslieder im deutschen Sprachraum.

## Geschichte
Ein Liebeslied mit dem Titel Ich hört’ ein Sichelein rauschen, dessen erste Strophe weitgehend der zweiten Strophe von Es dunkelt schon in der Heide gleicht, erschien 1535 in Frankfurt am Main in der Liedersammlung Grassliedlin. Wahrscheinlich in Nürnberg erschienen 1536 die Bergkreyen mit dem Liebeslied Wundergarten der Liebe, in dem eine Strophe (in meines Bulen Garten) fast gleichlautend mit den beiden letzten Strophen des heute bekannten Es dunkelt schon in der Heide ist. Beide Lieder waren offenbar weit verbreitet und wurden auch mit immer wieder anderen Wanderstrophen gesungen, also Strophen, die das einemal in dem einen und dann wieder in einem anderen, rhythmisch gleichenden Lied auftauchten. Beide Lieder fanden auch Eingang sowohl in Des Knaben Wunderhorn (Band II, 1808, S. 50 und Band I, 1806, S. 213), Ludwig Uhlands Sammlung Volkslieder (Cotta, 1844, S. 78 und 74) als auch in die Erstausgabe von Ludwig Christian Erks Deutschem Liederhort von 1856 (Nr. 143, S. 313 f.). Dort sind bereits die ersten 5 heute verbreiteten Strophen unter dem Titel Ich hört' ein Sichelein rauschen zusammengefasst, wobei die erste Strophe mit Es dunkelt in dem Walde beginnt. Erk führt anschließend als Variante unter Strophe 6. und 7. den heute bekannten sehr ähnliche Strophen an („In mein Feinliebchens Garten …“). Er gibt zwei in Brandenburg aufgezeichnete Melodien an, von denen die eine der heute bekannten Melodie ähnelt. Die zahlreichen Herkunftsangaben – Potsdam, Gramzow, Wriezen, Schlesien, Oberhessen, Franken, Sachsen, Samland (Ostpreußen) und Karden (Mosel) – sprechen für eine sehr weite Verbreitung des Liedes. Eine der heute bekannten Fassung sehr ähnliche, 1860 in Pommern ausgezeichnete Melodiefassung taucht bereits in der erweiterten Ausgabe des Deutschen Liederhort von Erk und Böhme (1893) auf. Eine Variante dieser Melodie zeichnete Eduard Roese in Lengen (Kreis Preußisch Eylau, Ostpreußen) auf und veröffentlichte sie 1911. Diese Fassung wurde 1913 in die 10. Auflage des Liederbuchs Der Zupfgeigenhansl der Wandervogelbewegung aufgenommen, und erlangte dadurch weite Verbreitung.
Im 20. Jahrhundert wurde das Lied häufig gesungen und auch auf Tonträger aufgenommen, so etwa von dem Opernsänger Hermann Prey oder von dem Folk-Duo Zupfgeigenhansel (Alben Volkslieder 2 und Liebeslieder).

## Inhalt des Liedtextes
Der Text des Liedes spricht intensiv in Bildern aus der Natur mit ihren Tages- und Jahreszeiten sowie aus den Tätigkeiten der Landwirtschaft und drückt die Trennungsgefühle der Beteiligten aus. Dabei kann die „Heide“ als Ort der Wildnis auch als ein Ort der freien Liebe gesehen werden, während „Korn“ ebenso wie „Klee“ eine erotische Symbolik beinhalten. In älteren Liedversionen sind die besungenen Muskaten süß (wie die Liebe), die Braunnägelein (Gewürznelken) dagegen „räss“ – scharf, bitter (wie der Trennungsschmerz). Das Schneiden mit dem Schwert oder der Sichel kann als Zerstörung der Liebe verstanden werden, als Trennung (Scheiden) des Liebespaares, von der das Lied handelt. Ein weiteres Bild für die Trennung ist der Schnee, der den Übergang der Braut über die Brücke unmöglich macht. Das Wasser steht einerseits für die Liebe, wenn es dahinfließt dagegen für ihre Vergänglichkeit. Nach Überzeugung Eduard Roeses ist die von ihm in Ostpreußen aufgezeichnete Fassung die ursprüngliche. Roese stellt die Textstelle in der von ihm gefundenen Version „sie hätt' ihr Lieb' verlor'n“ der Version bei Erk und Böhme „sie hätt' ihr Ehr' verlor'n“ gegenüber. Die echte Trauer des Mädchens, wie sie in dem gleichmäßigen Rauschen der Sichel und eintönigen Geräusch des fallenden Korns zum Ausdruck komme, sei um die verlorene Liebe und nicht um verlorene Ehre. Die Deutung, wer das „verlorene Lieb“ des Mädchens sei – ein Fremder oder der singende Geliebte (das lyrische Ich) selbst –, macht die Interpretation des Liedes schwierig. Häufig wird das Lied so verstanden, dass der Singende die von einem anderen Liebhaber Verlassene tröste, um sie als sein Feinslieb zu gewinnen. Roese sieht in dem „verlorenen Lieb“ aber den Singenden selbst, was durch die Liedstelle „ich hörte mein Feinslieb klagen“ (und nicht „ein Feinslieb“) deutlich werde. Er tröste sie damit, dass bis zum bevorstehenden Abschied noch Zeit bestehe, „zum Zeichen getreuen Gedenkens“ gemeinsam einen Kranz zu winden. Florian Russi versteht unter der Formulierung „ihr Lieb verloren“, dass die Liebe des Mädchens erloschen sei, die der junge Mann mit seiner eigenen starken Liebe auszugleichen versuche, am Ende jedoch resigniere. Der Kranz steht einerseits für die jungfräuliche Blüte, war bei der Übergabe aber auch ein Zeichen für die Zusage.

## Text und Melodie
Eine heute bekannte Version des Liedes lautet:
| 1. Es dunkelt schon in der Heide, nach Hause lass uns gehn. Wir haben das Korn geschnitten mit unserm blanken Schwert.   | 2. Ich hörte die Sichel rauschen, wohl rauschen durch das Korn. Ich hört mein Feinslieb klagen, sie hätte ihr Lieb verloren. |
| 3. Hast du dein Lieb verloren, so hab ich noch das mein, So wollen wir beide miteinander uns winden ein Kränzelein.      | 4. Ein Kränzelein von Rosen, ein Sträußelein von Klee. Zu Frankfurt auf der Brücke da liegt ein tiefer Schnee.               |
| 5. Der Schnee, der ist zerschmolzen, das Wasser läuft dahin. Kommst du mir aus den Augen, kommst mir nicht aus dem Sinn. | 6. In meines Vaters Garten, da stehn zwei Bäumelein. Das eine trägt Muskaten, das andere Braunnägelein.                      |
| 7. Muskaten, die sind süße, Braunnägelein sind schön. Wir beide, wir müssen uns scheiden, ja scheiden, das tut weh.      | |

Die heute bekannteste Melodie lautet:

## Texte der Vorgängerlieder
Der Text des Liedes Ich hört ein Sichelin rauschen aus den Grassliedlin (Nr. 15) von 1535 lautet:
Ich hort ein Sichelin rauschen,

Wol rauschen durch das Korn,

Ich hort ein feine Magt klagen,

Sie hett ir Lieb verlorn.
(Erklärung: hort = hörte)
Die sechste und siebente Strophe des Liedes Wundergarten der Liebe von 1536 lauten:
| In meines Bulen Garten, da stehn zwey Bäumelein. Das ein das tregt gut Muscaten, das ander Negelein. | Die Muscat, die sein süße, die Neglein die sind reß. die geb ich meinem Bulen, daß sie mein nicht vergeß. |  |

(Erklärung: Muscaten = Muskatnüsse; Negelein = Nelken; reß = scharf, bitter)